# Jakob Nielsen
 (février 2010).
Si vous disposez d'ouvrages ou d'articles de référence ou si vous connaissez des sites web de qualité traitant du thème abordé ici, merci de compléter l'article en donnant les références utiles à sa vérifiabilité et en les liant à la section « Notes et références ».
Pour les articles homonymes, voir Nielsen.
Jakob Nielsen  (né le 5 octobre 1957 à Copenhague, Danemark) est un expert dans le domaine de l'ergonomie informatique et de l'utilisabilité des sites web, titulaire d'un doctorat en interactions homme-machine, obtenu à l'Université technique du Danemark.

## Occupations
Le docteur Nielsen a travaillé pour Bell, l'université technique du Danemark, IBM, et Sun Microsystems.
Il est le cofondateur, avec Donald Norman du Nielsen Norman Group, société d'expertise en utilisabilité, et dispense des conseils afin d'améliorer le contenu des sites Web, notamment par la publication des Alertbox, une lettre d'information gratuite bimensuelle.

## Compétences
Son point de vue est de simplifier les sites Web pour en augmenter l'utilisabilité pour les internautes. Il propose entre autres de :
- résumer et expliquer clairement le but d'un site sur la page d'accueil ;
- offrir un contenu adapté aux besoins de l'utilisateur ;
- donner des réponses brèves aux questions des navigateurs ;
- maintenir une approche minimaliste et éviter les images trop lourdes ;
- offrir un maximum d'éléments fondamentaux compréhensibles.

Jakob Nielsen a postulé en 1998 que le débit de la connexion de données de l'utilisateur augmente de 50% tous les ans, soit un doublement tous les 21 mois. Cette augmentation du débit ou "loi de Nielsen" est plus lente que celle sur la densité de transistors dans les microprocesseurs prédite par la loi de Moore dont elle s’inspire.